# Rocio gemmata
Rocio gemmata és una espècie de peix de la família dels cíclids i de l'ordre dels perciformes.

## Morfologia
- Els mascles poden assolir 7 cm de longitud total.[3]

## Hàbitat
És una espècie de clima tropical.

## Distribució geogràfica
Es troba a Amèrica: est de la Península de Yucatán (Mèxic).